# Lonchoptera hasanica
Espèce
Lonchoptera hasanica est une espèce de diptères.